# Sport-Club Freiburg 2013-2014 (femminile)
Questa voce raccoglie le informazioni riguardanti la squadra femminile dello Sport-Club Freiburg nelle competizioni ufficiali della stagione 2013-2014.

## Divise e sponsor
La grafica era la stessa adottata dal Friburgo maschile. Il main sponsor era il birrificio Rothaus, lo sponsor tecnico, fornitore delle tenute di gioco, Nike.
| Casa | Trasferta | Terza divisa |

## Organigramma societario
Come da sito ufficiale
Area tecnica
- Allenatore: Dietmar Sehrig
- Allenatori in seconda: Natsue Tamura, Julian Wiedensohler
- Preparatori dei portieri: Elke Walther
- Preparatore atletico: Jonathan Schaller

## Rosa
Rosa, ruoli e numeri di maglia come da sito ufficiale integrati dal sito Federcalcio tedesca (DFB).
| N. |                        | Ruolo | Calciatrice         |
| -- | ---------------------- | ----- | ------------------- |
| 1  | Germania (bandiera)    | P     | Laura Benkarth      |
| 3  | Stati Uniti (bandiera) | D     | Jenista Clark       |
| 4  | Stati Uniti (bandiera) | D     | Chioma Igwe         |
| 5  | Germania (bandiera)    | A     | Carmen Höfflin      |
| 6  | Svizzera (bandiera)    | D     | Caroline Abbé       |
| 7  | Germania (bandiera)    | C     | Sara Däbritz        |
| 8  | Germania (bandiera)    | C     | Juliane Maier       |
| 9  | Germania (bandiera)    | C     | Melanie Leupolz     |
| 10 | Germania (bandiera)    | A     | Sylvia Arnold       |
| 11 | Germania (bandiera)    | A     | Hasret Kayikçi      |
| 12 | Germania (bandiera)    | P     | Ann-Kathrin Selz    |
| 13 | Germania (bandiera)    | A     | Sandra Starke       |
| 14 | Germania (bandiera)    | C     | Eva-Maria Virsinger |

| N. |                     | Ruolo | Calciatrice      |
| -- | ------------------- | ----- | ---------------- |
| 15 | Germania (bandiera) | D     | Mona Lohmann     |
| 16 | Irlanda (bandiera)  | A     | Fiona O'Sullivan |
| 17 | Germania (bandiera) | C     | Margarita Gidion |
| 18 | Germania (bandiera) | A     | Patricia Koch    |
| 19 | Germania (bandiera) | C     | Jobina Lahr      |
| 20 | Germania (bandiera) | C     | Myriam Krüger    |
| 21 | Germania (bandiera) | C     | Claire Savin     |
| 22 | Germania (bandiera) | D     | Laura Störzel    |
| 23 | Germania (bandiera) | P     | Teresa Straub    |
| 24 | Germania (bandiera) | C     | Anja Hegenauer   |
| 26 | Germania (bandiera) | C     | Pia Züfle        |
| 27 | Germania (bandiera) | C     | Sonja Giraud     |

## Calciomercato

### Sessione estiva
| Acquisti | Acquisti      | Acquisti                   | Acquisti                        |
| R.       | Nome          | da                         | Modalità                        |
| -------- | ------------- | -------------------------- | ------------------------------- |
| D        | Laura Störzel | Bad Neuenahr               | definitivo                      |
| C        | Myriam Krüger | Sand                       | definitivo                      |
| C        | Pia Züfle     | Friburgo [Primavera B (F)] | aggregata dalle giovanili       |
| A        | Patricia Koch | Friburgo II                | aggregata dalla squadra riserve |
| A        | Sandra Starke | Turbine Potsdam            | definitivo                      |

| Cessioni | Cessioni       | Cessioni    | Cessioni   |
| R.       | Nome           | a           | Modalità   |
| -------- | -------------- | ----------- | ---------- |
| D        | Selina Nowak   | Basilea     | definitivo |
| A        | Marina Makanza | Montpellier | definitivo |

## Risultati

### Frauen-Bundesliga

#### Girone di andata
| Arbitro: | Heimann (Gladbeck) |

|  |           |                          |
|  | Marcatori | 16’ Schmidt 51’ Marozsán |

| Arbitro: | Muller-Schmah (Potsdam) |

|                       |           |            |
| Lotzen 23’ Brooks 34’ | Marcatori | 50’ Starke |

| Arbitro: | Haider (Roth) |

|                     |           |  |
| Däbritz 1’ Abbé 81’ | Marcatori |  |

| Arbitro: | Wozniak (Herne) |

|  |           |                                                   |
|  | Marcatori | 12’ Däbritz 70’ Maier 72’, 77’ Giraud 88’ Höfflin |

| Arbitro: | Baitinger (Friesenheim) |

|           |           |  |
| Savin 60’ | Marcatori |  |

| Arbitro: | Kurtes (Düsseldorf) |

|                                        |           |                      |
| Chojnowski 56’ Moser 72’ Eberhardt 90’ | Marcatori | 76’ Maier 85’ Arnold |

| Arbitro: | Eisenhardt (Holzgerlingen) |

|                |           |                     |
| O'Sullivan 45’ | Marcatori | 67’ Šimić 88’ Elsig |

| Arbitro: | Stolz (Pritzwalk) |

|                                      |           |            |
| Fischer 40’ Keßler 50’, 66’ Popp 73’ | Marcatori | 4’ Däbritz |

| Arbitro: | Elsner (Duisburg) |

|                                                     |           |           |
| T. Knaak 2’ Linden 46’, 63’ Schwab 60’ Hendrich 73’ | Marcatori | 45’ Maier |

| Arbitro: | Hussein (Bad Harzburg) |

|            |           |          |
| Starke 73’ | Marcatori | 70’ Gier |

| Arbitro: | Illing (Limbach-Oberfrohna) |

|              |           |                      |
| Islacker 65’ | Marcatori | 15’ Igwe 78’ Däbritz |

#### Girone di ritorno
| Arbitro: | Derlin (Bad Schwartau) |

|                                     |           |  |
| Garefrekes 12’ Šašić 27’ Alushi 48’ | Marcatori |  |

| Arbitro: | Rafalski (Baunatal) |

|  |           |                       |
|  | Marcatori | 38’ Hagen 87’ Baunach |

| Arbitro: | Stolz (Pritzwalk) |

|                     |           |                             |
| Hearn 21’ Erceg 61’ | Marcatori | 1’ Leupolz 74’ (rig.) Maier |

| Arbitro: | Schultz (Wolfsburg) |

|                                     |           |  |
| Krüger 9’ Starke 41’ O'Sullivan 82’ | Marcatori |  |

| Arbitro: | Haider (Roth) |

|          |           |            |
| Nati 18’ | Marcatori | 55’ Starke |

| Arbitro: | Baitinger (Friesenheim) |

|                                                    |           |           |
| Maier 22’ Clark 46’ Pankratz 57’ (rig.) Starke 88’ | Marcatori | 63’ Moser |

| Arbitro: | Appelmann (Alzey) |

|                                              |           |  |
| Añonma 37’ Cramer 57’ Nagasato 69’ Elsig 85’ | Marcatori |  |

| Arbitro: | Biehl (Siesbach) |

|                                |           |                            |
| Abbé 84’ O'Sullivan 90’ (rig.) | Marcatori | 40’, 73’ Wagner 47’ Blässe |

| Arbitro: | Söder (Norimberga) |

|                       |           |               |
| Arnold 46’ Starke 82’ | Marcatori | 56’, 57’ Beck |

| Arbitro: | Derlin (Bad Schwartau) |

|                          |           |             |
| Hartmann 55’ Martini 88’ | Marcatori | 29’ Däbritz |

| Arbitro: | Baitinger (Friesenheim) |

|                                                                    |           |                            |
| Gidion 5’ Krüger 16’ O'Sullivan 34’, 40’, 56’ Meier 62’ Giraud 70’ | Marcatori | 82’ Islacker 86’ Jakobsson |

### DFB-Pokal
| Arbitro: | Eisenhardt (Holzgerlingen) |

|                                   |           |             |
| Arnold 34’ Däbritz 45’ Starke 64’ | Marcatori | 38’ Vollmer |

| Arbitro: | Söder (Norimberga) |

|                                                                             |           |  |
| O'Sullivan 14’, 63’ Starke 21’ Däbritz 36’ Maier 43’ Leupolz 71’ Giraud 90’ | Marcatori |  |

| Arbitro: | Wolk (Worms) |

|             |           |  |
| Däbritz 70’ | Marcatori |  |

| Arbitro: | Wozniak (Herne) |

|              |           |  |
| Freutel 107’ | Marcatori |  |

## Statistiche

### Statistiche di squadra
| Competizione         | Punti | In casa | In casa | In casa | In casa | In casa | In casa | In trasferta | In trasferta | In trasferta | In trasferta | In trasferta | In trasferta | Totale | Totale | Totale | Totale | Totale | Totale | DR |
| Competizione         | Punti | G       | V       | N       | P       | Gf      | Gs      | G            | V            | N            | P            | Gf           | Gs           | G      | V      | N      | P      | Gf     | Gs     | DR |
| -------------------- | ----- | ------- | ------- | ------- | ------- | ------- | ------- | ------------ | ------------ | ------------ | ------------ | ------------ | ------------ | ------ | ------ | ------ | ------ | ------ | ------ | -- |
| Frauen-Bundesliga    | 23    | 11      | 5       | 2       | 4       | 23      | 15      | 11           | 2            | 2            | 7            | 16           | 27           | 22     | 7      | 4      | 11     | 39     | 42     | -3 |
| DFB-Pokal der Frauen | -     | 3       | 3       | 0       | 0       | 11      | 1       | 1            | 0            | 0            | 1            | 0            | 1            | 4      | 3      | 0      | 1      | 11     | 2      | +9 |
| Totale               | -     | 14      | 8       | 2       | 4       | 34      | 16      | 12           | 2            | 2            | 8            | 16           | 28           | 26     | 10     | 4      | 12     | 50     | 44     | +6 |

### Andamento in campionato
| Giornata  | 1  | 2  | 3 | 4 | 5 | 6 | 7 | 8 | 9 | 10 | 11 | 12 | 13 | 14 | 15 | 16 | 17 | 18 | 19 | 20 | 21 | 22 |
| --------- | -- | -- | - | - | - | - | - | - | - | -- | -- | -- | -- | -- | -- | -- | -- | -- | -- | -- | -- | -- |
| Luogo     | C  | T  | C | T | C | T | C | T | T | C  | T  | T  | C  | T  | C  | T  | C  | T  | C  | C  | T  | C  |
| Risultato | P  | P  | V | V | V | P | P | P | P | N  | V  | P  | P  | N  | V  | N  | V  | P  | P  | N  | P  | V  |
| Posizione | 11 | 11 | 8 | 5 | 5 | 5 | 6 | 7 | 7 | 8  | 7  | 9  | 9  | 10 | 7  | 8  | 8  | 8  | 8  | 7  | 8  | 8  |

Legenda:

Luogo: C = Casa; T = Trasferta. Risultato: V = Vittoria; N = Pareggio; P = Sconfitta.

### Statistiche delle giocatrici
| Giocatore      | Frauen-Bundesliga | Frauen-Bundesliga | Frauen-Bundesliga | Frauen-Bundesliga | DFB-Pokal der Frauen | DFB-Pokal der Frauen | DFB-Pokal der Frauen | DFB-Pokal der Frauen | Totale   | Totale | Totale      | Totale     |
| Giocatore      | Presenze          | Reti              | Ammonizioni       | Espulsioni        | Presenze             | Reti                 | Ammonizioni          | Espulsioni           | Presenze | Reti   | Ammonizioni | Espulsioni |
| -------------- | ----------------- | ----------------- | ----------------- | ----------------- | -------------------- | -------------------- | -------------------- | -------------------- | -------- | ------ | ----------- | ---------- |
| C. Abbé        | 20                | 2                 | 1                 | 0                 | 4                    | 0                    | 0                    | 0                    | 24       | 2      | 1           | 0          |
| S. Arnold      | 20                | 2                 | 2                 | 0                 | 4                    | 1                    | 0                    | 0                    | 24       | 3      | 2           | 0          |
| L. Benkarth    | 22                | -42               | 1                 | 0                 | 4                    | -2                   | 0                    | 0                    | 26       | -44    | 1           | 0          |
| J. Clark       | 17                | 1                 | 1                 | 0                 | 2                    | 0                    | 0                    | 0                    | 19       | 1      | 1           | 0          |
| S. Däbritz     | 21                | 5                 | 0                 | 0                 | 4                    | 3                    | 0                    | 0                    | 25       | 8      | 0           | 0          |
| M. Gidion      | 7                 | 1                 | 0                 | 0                 | 2                    | 0                    | 0                    | 0                    | 9        | 1      | 0           | 0          |
| S. Giraud      | 8                 | 3                 | 0                 | 0                 | 3                    | 1                    | 1                    | 0                    | 11       | 4      | 1           | 0          |
| A. Hegenauer   | 18                | 0                 | 2                 | 0                 | 4                    | 0                    | 1                    | 0                    | 22       | 0      | 3           | 0          |
| C. Höfflin     | 4                 | 1                 | 0                 | 0                 | -                    | -                    | -                    | -                    | 4        | 1      | 0           | 0          |
| C. Igwe        | 21                | 1                 | 5                 | 0                 | 4                    | 0                    | 1                    | 0                    | 25       | 1      | 6           | 0          |
| L. Karl        | 0                 | 0                 | 0                 | 0                 | -                    | -                    | -                    | -                    | 0        | 0      | 0           | 0          |
| H. Kayikçi     | -                 | -                 | -                 | -                 | -                    | -                    | -                    | -                    | -        | -      | -           | -          |
| P. Koch        | -                 | -                 | -                 | -                 | 1                    | 0                    | 0                    | 0                    | 1        | 0      | 0           | 0          |
| M. Krüger      | ?                 | ?                 | ?                 | ?                 | ?                    | ?                    | ?                    | ?                    | ?        | ?      | ?           | ?          |
| J. Lahr        | -                 | -                 | -                 | -                 | -                    | -                    | -                    | -                    | -        | -      | -           | -          |
| M. Leupolz     | 18                | 1                 | 2                 | 0                 | 4                    | 1                    | 1                    | 0                    | 22       | 2      | 3           | 0          |
| M. Lohmann     | 4                 | 0                 | 0                 | 0                 | 1                    | 0                    | 0                    | 0                    | 5        | 0      | 0           | 0          |
| J. Maier       | 21                | 5                 | 2                 | 0                 | 4                    | 1                    | 0                    | 0                    | 25       | 6      | 2           | 0          |
| S. Meier       | 4                 | 1                 | 0                 | 0                 | -                    | -                    | -                    | -                    | 4        | 1      | 0           | 0          |
| F. O'Sullivan  | 17                | 6                 | 1                 | 0                 | 2                    | 2                    | 0                    | 0                    | 19       | 8      | 1           | 0          |
| C. Savin       | 17                | 1                 | 0                 | 0                 | 2                    | 0                    | 0                    | 0                    | 19       | 1      | 0           | 0          |
| A-K. Selz      | 0                 | 0                 | 0                 | 0                 | 0                    | 0                    | 0                    | 0                    | 0        | 0      | 0           | 0          |
| S. Starke      | 17                | 6                 | 2                 | 0                 | 4                    | 2                    | 0                    | 0                    | 21       | 8      | 2           | 0          |
| L. Störzel     | 17                | 0                 | 3                 | 0                 | 4                    | 0                    | 0                    | 0                    | 21       | 0      | 3           | 0          |
| E-M. Virsinger | -                 | -                 | -                 | -                 | 0                    | 0                    | 0                    | 0                    | 0        | 0      | 0           | 0          |
| P. Züfle       | 3                 | 0                 | 0                 | 0                 | 0                    | 0                    | 0                    | 0                    | 3        | 0      | 0           | 0          |